# Rutsweiler an der Lauter

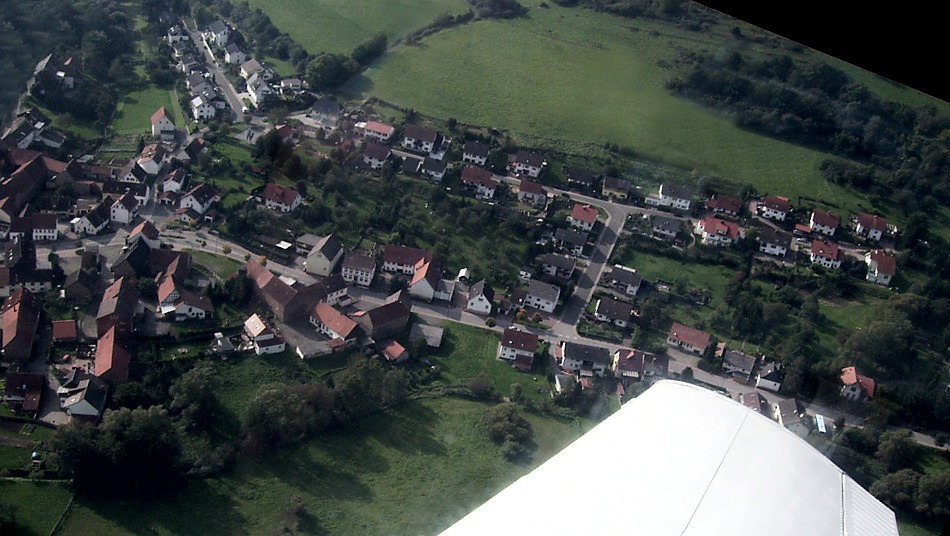
Luftaufnahme

Rutsweiler an der Lauter ist eine Ortsgemeinde im Landkreis Kusel in Rheinland-Pfalz. Sie gehört zur Verbandsgemeinde Lauterecken-Wolfstein.

## Geographie

### Lage
Rutsweiler liegt im Nordpfälzer Bergland. Zur Gemeinde gehört auch der Wohnplatz Selbachmühle. Nachbargemeinden sind – im Uhrzeigersinn – Wolfstein, Kreimbach-Kaulbach, Rothselberg, Eßweiler und Aschbach.

### Erhebungen und Gewässer
Unmittelbar an der Gemarkungsgrenze zu Rothselberg erstreckt sich der 545,1 Meter hohe Selberg.
Die Lauter bildet die östliche Gemarkungsgrenze. Von links nimmt diese im südlichen Gemeindegebiet den Lammelbach auf, innerhalb des Siedlungsgebiets ebenfalls von links den Selbach.

## Geschichte
Rutsweiler wurde erstmals im Jahr 1257 urkundlich erwähnt und gehört zu den ältesten Siedlungen im Lautertal. In der Gemarkung existierte früher ein Ort Allweiler, der etwa 1275 untergegangen ist.
Von 1798 bis 1814, als die Pfalz Teil der Französischen Republik (bis 1804) und anschließend des Napoleonischen Kaiserreichs war, war der Ort in den Kanton Wolfstein eingegliedert. Im Jahre 1815 gehörte die Gemeinde zunächst zu Österreich. Nach dem Wiener Kongress wurde sie ein Jahr später dem Bayern zugeschlagen. Von 1818 bis 1862 gehörte „Rutzweiler an der Lauter“ – so die damalige Schreibweise – weiterhin zum Kanton Wolfstein und war Bestandteil des Landkommissariats Kusel, das anschließend in ein Bezirksamt umgewandelt wurde.
Im Jahre 1939 wurde der Ort in den Landkreis Kusel eingegliedert. Nach dem Zweiten Weltkrieg wurde Rutsweiler innerhalb der französischen Besatzungszone Teil des damals neu gebildeten Landes Rheinland-Pfalz. Im Zuge der Ersten rheinland-pfälzischen Verwaltungsreform wurde die Gemeinde 1972 Bestandteil der Verbandsgemeinde Wolfstein. Seit 2014 gehört der Ort zur Verbandsgemeinde Lauterecken-Wolfstein.

## Politik

### Bürgermeister
Dirk Landfried wurde 2014 Ortsbürgermeister von Rutsweiler. Bei der Direktwahl am 26. Mai 2019 wurde er mit einem Stimmenanteil von 72,51 % für weitere fünf Jahre in seinem Amt bestätigt.
Er wurde im Juni 2024 wiedergewählt.

## Kultur

### Kulturdenkmal
Einziges Kulturdenkmal ist die historische Zweikirche.

### Vereine
In der Gemeinde existieren ein Kirchenchor, ein Landfrauenverein, eine Ortsgruppe des Pfälzerwald-Vereins und ein Karnevalverein.

## Wirtschaft und Infrastruktur

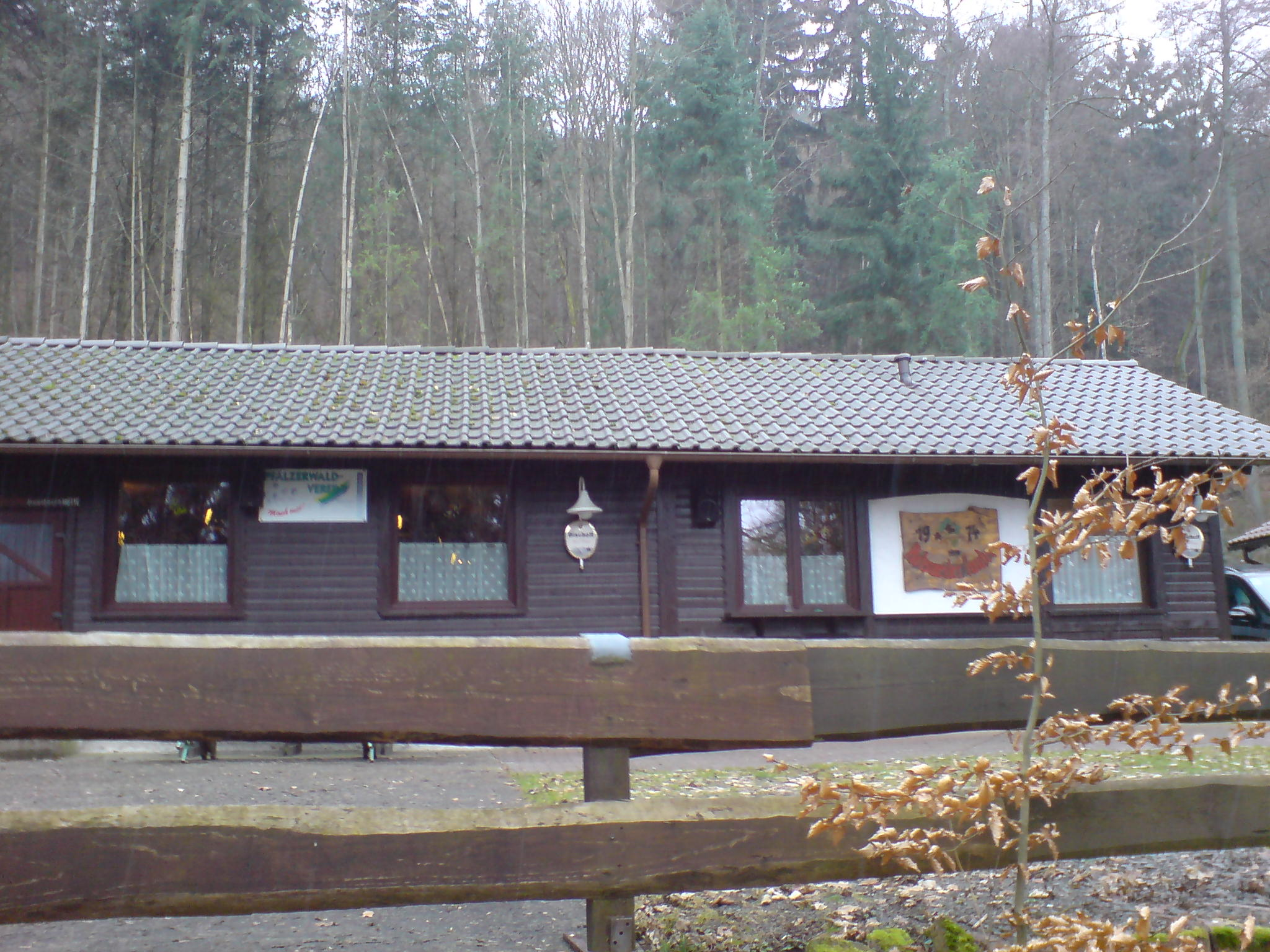
Die PWV-Hütte vorm Selberg des Pfälzerwald-Vereins Rutsweiler

### Verkehr
Durch Rutsweiler verläuft die Bundesstraße 270. Die Landesstraße 370 stellt eine Verbindung mit Jettenbach und die Kreisstraße 48 mit Immetshausen her. Die Gemeinde ist über die Buslinie 275 des Verkehrsverbundes Rhein-Neckar, die den Ort mit Kusel und Wolfstein verbindet, an das Nahverkehrsnetz angeschlossen.
Im unmittelbar benachbarten, zu Wolfstein gehörenden Stahlhausen befand sich an der 1883 eröffneten Lautertalbahn der Haltepunkt Stahlhausen-Rutsweiler. Dieser diente ausschließlich dem Personenverkehr und war während der Zeit der Bayerischen Staatseisenbahnen entsprechend als Stationstyp 1 geführt. Ab 1911 hieß der Haltepunkt nur noch Stahlhausen. Drei Jahre später wurde er mangels Rentabilität geschlossen.

### Tourismus
Seit 1985 existiert im Westen der Gemarkung die vom Pfälzerwald-Verein gehörende PWV-Hütte vorm Selberg. Durch den Nordwesten der Gemarkung verläuft der Pfälzer Höhenweg.